# 50 Armia (ZSRR)
50 Armia (ros. 50-я армия) – związek operacyjny (armia ogólnowojskowa) Armii Czerwonej w czasie II wojny światowej.
50 Armia została utworzona 14 sierpnia 1941 roku w sile 8 dywizji piechoty i 1 dywizji kawalerii. Wchodziła w skład Fronu Briańskiego, i tworzyły ją następujące dywizje piechoty: 217, 258, 260, 278, 279, 290 i 299 oraz 108 Dywizja Pancerna.
Następnie wchodziła w skład 2 Frontu Białoruskiego. 
W czasie bitwy kurskiej (5 lipca - 23 sierpnia 1943) dowództwo 50 Armii tworzyli następujący oficerowie: dowódca Iwan Bołdin, szef sztabu N. Brilew, członkowie rady wojennej L. Czumakow i A. Rossadin oraz szef zarządu politycznego N. Sziłow.
Po dotarciu na ziemie polskie, 50 Armia po walkach z armią niemiecką 24 października 1944 zdobyła Augustów, kończąc jego okupację przez reżim III Rzeszy. W lipcu 1945 roku oddziały 50 Armii wzięły udział w obławie augustowskiej.

## Dowódcy armii
- gen. mjr Michaił Pietrow[3] – od 14 sierpnia 1941 do 13 października 1941;
- gen. mjr Arkadij Jermakow – od 13 października 1941[8] do 22 listopada 1941;
- gen. por./gen. płk Iwan Bołdin – od 23 listopada 1941 do lutego 1945;
- gen. por. Fiodor Ozierow – od lutego do maja 1945.

## Struktura organizacyjna
Skład w styczniu 1945:
- 69 Korpus Armijny — gen. mjr Nikołaj Multan[9]
- 8l Korpus Armijny — gen. por. Fiodor Zacharow[9]